# Bézues-Bajon
Bézues-Bajon (gaskognisch: Besuas e Bajon) ist eine französische Gemeinde mit 185 Einwohnern (Stand 1. Januar 2022) im Département Gers in der Region Okzitanien (bis 2015 Midi-Pyrénées); sie gehört zum Arrondissement Mirande und zum Gemeindeverband Val de Gers. Die Bewohner nennen sich Bézuais/Bézuaises.

## Geografie
Bézues-Bajon liegt rund 21 Kilometer südöstlich von Mirande und 29 Kilometer südlich von Auch im Süden des Départements Gers. Die Gemeinde besteht aus dem Ort Bézues, zahlreichen Streusiedlungen und Einzelgehöften. Die Gemeinde hat Anteil am Stausee Lac d’Astarac (auch Réservoir de l’Astarac genannt). Der Fluss Arrats und der Lac d’Astarac bilden streckenweise die östliche Gemeindegrenze.
Nachbargemeinden sind Masseube im Nordwesten und Norden, Bellegarde im Norden, Sère im Norden und Nordosten, Aussos im Osten, Cap d’Astarac im Südosten und Süden, Arrouède im Südwesten sowie Panassac im Westen.

## Geschichte
Im Mittelalter lag Bézues in der Gemeinde (Kastlanei) Moncassin und Bajon in der Kastlanei Villefranche innerhalb der Grafschaft Astarac in der historischen Landschaft Gascogne und teilten deren Schicksal. Bézues-Bajon gehörte von 1793 bis 1801 zum District Mirande. Seit 1801 ist Bézues-Bajon dem Arrondissement Mirande zugeteilt und gehörte von 1793 bis 2015 zum Wahlkreis (Kanton) Masseube. Die Gemeinde besteht in der heutigen Form seit 1822. Damals vereinigte sich die Gemeinde Bézues (1821: 301 Einwohner) mit Teilen der Gemeinde Pis-Bajon (1821: 305 Einwohner) zur heutigen Gemeinde.

## Bevölkerungsentwicklung
| Jahr                                                 | 1962 | 1968 | 1975 | 1982 | 1990 | 1999 | 2006 | 2011 | 2020 |
| Einwohner                                            | 242  | 221  | 149  | 154  | 145  | 183  | 205  | 208  | 192  |
| Quellen: Cassini Bézues, Cassini Pis-Bayon und INSEE |      |      |      |      |      |      |      |      |      |

## Sehenswürdigkeiten
- Kirche Saint-Jean-Baptiste in Bézues aus dem 19. Jahrhundert (Portal von 1637)
- neugotische Himmelfahrts-Kirche (Église de l’Assomption) in Bajon
- Bauernhäuser aus dem 17. Jahrhundert
- zwei Marienstatuen
- zahlreiche Wegkreuze
- Denkmal für die Gefallenen[4]

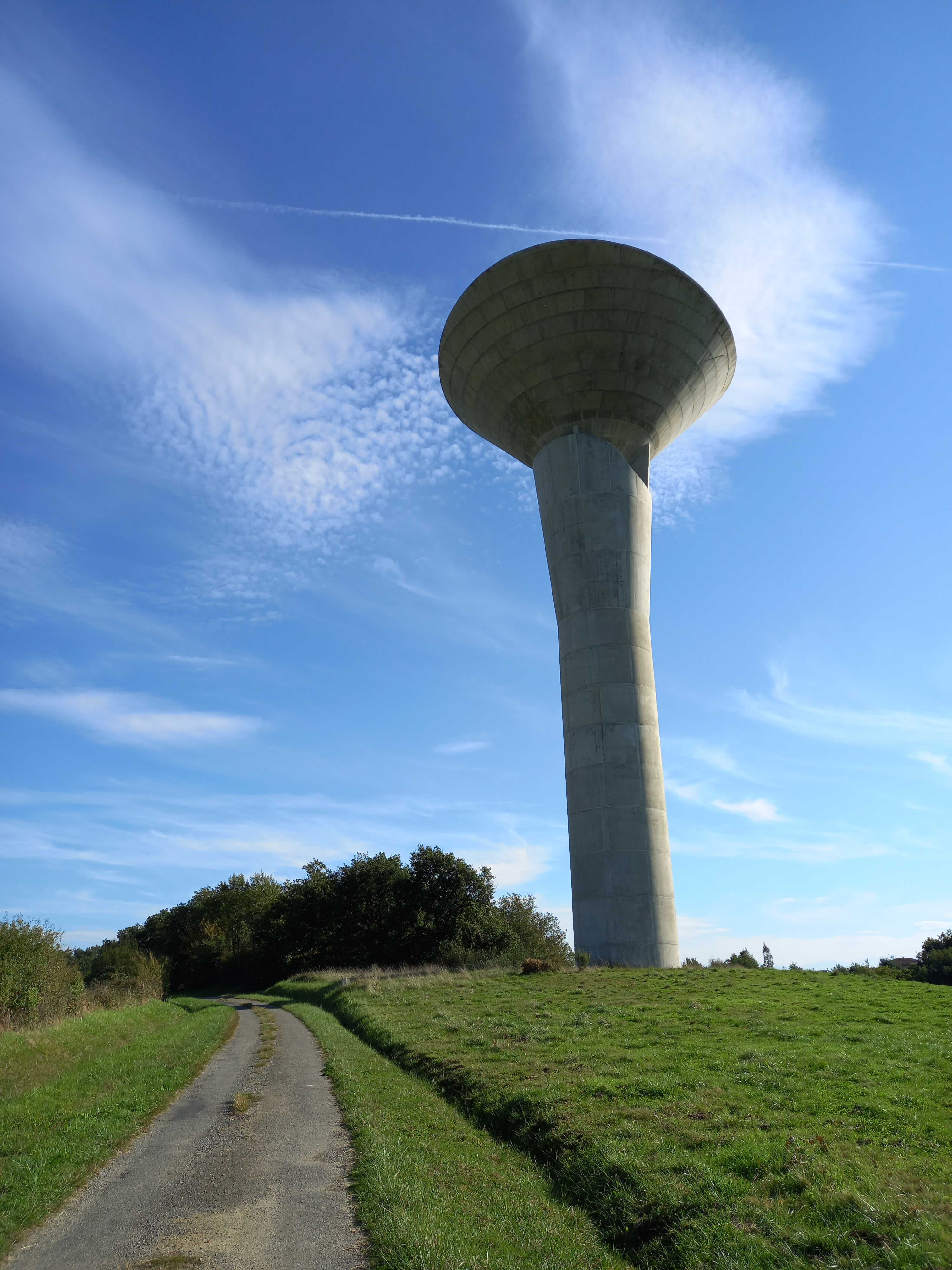
Wasserturm